# Les Éditions Livre Sud
«  Edilis » redirige ici. Ne pas confondre avec Edulis.
Les Éditions Livre Sud, en abrégé Edilis, sont une maison d'édition créée depuis 1992 et établie à Abidjan en Côte d'Ivoire. Basée à Marcory, commune industrielle de la ville d'Abidjan, elle produit différents genres littéraires avec une spécialisation dans l'édition d'ouvrages d'alphabétisation tant en français qu'en langues maternelles. Edilis est membre de Alliance internationale des éditeurs indépendants.

## Historique
À sa création en 1992 par Mical Dréhi, l'entreprise Les Éditions du Livre du Sud (EDILIS) se donne pour mission l'édition, le conseil en édition, la promotion et la diffusion du livre afin de participer au développement culturel de l'Afrique. Le groupe ouvre également la librairie du Commerce au quartier Plateau, à Abidjan.

### Promotion de l'alphabétisation
L'alphabétisation constitue un axe stratégique majeur d'EDILIS qui produit divers ouvrages en langues maternelles , afin de soutenir notamment les activités de l'organisation non gouvernementale Savoir pour mieux vivre, Prix Confucius d'alphabétisation 2013 de l’UNESCO. 
En 1994, sous la direction du ministère ivoirien de la Famille et de la Promotion de la femme, EDILIS publie la collection « Alpha et Développement », une douzaine d'ouvrages d'alphabétisation fonctionnelle ainsi qu'un document maître. Ce sont une série de syllabaires dans une dizaine de langues nationales (baoulé, bété, sénoufo, dioula, koulango, akyé, abidji, dan, wobé, mahou, lobiri…) que la maison produit en collaboration avec l'Institut de linguistique appliquée de l'Université Félix-Houphoueit-Boigny d'Abidjan et la Société internationale de linguistique.
EDILIS développe depuis 2003, un partenariat sur des travaux relatifs à une quinzaine des langues maternelles en Côte d'Ivoire.

### Promotion de l'éducation civique et morale
L'État ivoirien accorde à EDILIS, également en 1994, un agrément pour la production de manuels scolaires dans les domaines de l'éducation civique et morale. Ces ouvrages de la collection « L’école pour la vie » concernent l'ensemble du cycle secondaire. Ils sont assortis des cahiers d’activité spécifiques.

## Auteurs
- Flore Hazoumé, Cauchemars (1994)[9]
- Micheline Coulibaly
  - Embouteillage
  - Les confidences de Médor (baoulé, dioula, français)
- Constance Komara
  - Je n’attendais que toi
  - Pouvoir de femme
- Véronique Tadjo, La reine Pokou
- Jean-Pierre Mukendi, Michelle Habiakamé ou le témoignage d’une jeune rwandaise, récit-témoignage, 2002[10]
- Moussa Diakité, Proverbes dioula
- T.L. et Daisy Osborn, Quand Jésus a visité notre foyer

## Coéditions
En 2014, les Editions Livre Sud participent à une coédition solidaire pour l'Océan Indien, avec un "Livre Equitable". Il s'agit de "Mes Étoiles Noires", de Lilian Thuram. La coédition se fait avec 12 autres maisons d'édition : Barzakh, Mémoire d'Encrier, Ganndal, Graines de Pensée, Jamana, Jeunes Malgaches, Papyrus Afrique, Presses Universitaires d'Afrique, Ruisseaux d'Afrique, Sankofa & Gurli et Tarik.